# جی. توماس هفلین
جی. توماس هفلین (به انگلیسی: James Thomas Heflin) سناتور سابق عضو حزب دموکرات ایالات متحده آمریکا بود. وی در سال ۱۹۲۰ تا ۱۹۳۱ میلادی سناتور ایالت آلاباما در سنای ایالات متحده آمریکا بود.